# When the Sun Goes Down (álbum)
When the Sun Goes Down es el tercer álbum de estudio de la banda estadounidense Selena Gomez & the Scene, lanzado al mercado musical el 28 de junio de 2011 y en fechas cercanas alrededor del mundo. En una entrevista con MTV News, la vocalista de la banda, Selena Gomez, comentó que «al principio no quería lanzar un nuevo álbum [...] pero escuché “Who Says” y pensé que era impresionante, me inspiró completamente».
Los créditos de When the Sun Goes Down abarcan a letristas y productores de alto prestigio, incluyendo a Britney Spears, Sandy Vee y Katy Perry, entre otros. Además, apareció como artista invitada del disco la cantante británica Pixie Lott, quien participó en la canción «We Own the Night». El álbum incluye principalmente géneros tales como la música electrónica, el dance, el pop y el rock, mientras que presenta influencias menores de géneros como el europop, el disco, y el soul, entre otros. 
El disco contó con comentarios positivos por parte de los críticos de música contemporánea, llegando a acumular una puntuación de 58 sobre 100, según Metacritic. De acuerdo con los críticos, «Bang Bang Bang» y «That's More Like It» son las canciones que más se destacan. Por otro lado, tuvo una buena recepción comercial, entrando en el repertorio de los diez álbumes más vendidos de casi todos los países en los que estuvo. Para la promoción del disco fueron lanzados tres sencillos los cuales tuvieron gran éxito, y dos promocionales. Para promover el disco, la banda inició su tercera gira mundial llamada We Own the Night Tour. When the Sun Goes Down vendió para 2014 cerca de 2.060.000 copias.

## Antecedentes y lanzamiento

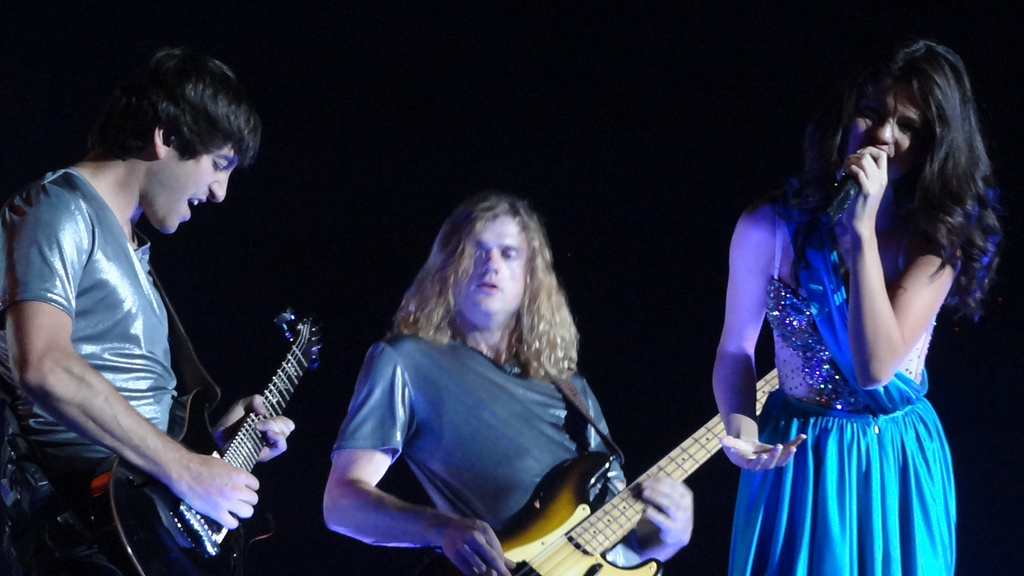
La banda interpretando «Middle of Nowhere», durante el We Own the Night Tour.

En una entrevista con MTV News, la vocalista de la banda, Selena Gomez, comentó que «al principio no quería lanzar un nuevo álbum [...] pero escuché “Who Says” y pensé que era impresionante, me inspiró completamente».
Según Selena, cada vez que interpreta la canción, se siente como «mucho mejor», y la define como «dulce, divertida y empoderadora».

«El tercer disco es realmente divertido y hay una canción llamada “Hit the Lights” que me encanta y trata básicamente sobre cada oportunidad perdida que hayas tenido, pero también es una pista de baile. Hay mucha más profundidad [en este disco]»
Selena Gomez

En una entrevista con MTV News, la cantante comentó que Toby Gad y Pixie Lott habían escrito «We Own the Night» para el disco. También añadió que había asumido un papel más importante esta vez como compositora. «Estoy escribiendo muy emocionada», dijo, avanzando de que sus experiencias de vida sirvieron de inspiración para las letras.

«Hay una canción que coescribí con Toby Gad: es como una especie de cumplido. Básicamente dice: “Yo trabajaba con unas cuantas personas que no me trataban bien, pero ahora tengo gente maravillosa”. Así que es como si estuviera dando las gracias a mis amigos mientras decía adiós a las otras personas»
Selena Gomez

Las cantantes Britney Spears y Nicole Morier escribieron varias canciones con el fin de incluirlas en el sexto álbum de Spears titulado Circus. Sin embargo una de ellas llamada «Whiplash» no fue incluida en el álbum, aunque poco después MTV News confirmó que la canción sería grabada por Selena Gomez & the Scene y que sería incluida en el disco.
Originalmente, el álbum sería llamado Otherside. Sin embargo con el lanzamiento de la portada, por medio de Twitter, se confirmó el nuevo nombre del disco, When the Sun Goes Down.
Días antes del lanzamiento del álbum, canciones como «We Own the Night» fueron filtradas en Internet.
El 2 de junio de 2011, la lista de canciones del álbum fue publicada en el sitio oficial de Selena Gomez. Finalmente, el 24 de junio de 2011 fue lanzado When the Sun Goes Down en dos ediciones: una versión estándar, la cual contiene doce canciones; la segunda edición del álbum fue la denominada deluxe, e incluye una canción extra y tres remezclas adicionales.

## Portadas

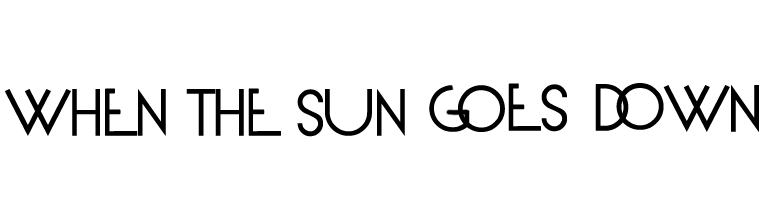
Estilo de letra en la portada de la edición estándar y en algunos casos de la edición especial de When the Sun Goes Down.

El 19 de mayo de 2011, Gomez publicó en su Twitter la portada de la versión estándar de When the Sun Goes Down, la cual muestra un recorte del cuerpo de la cantante en un sillón rodeada de plumas, vista pensativa, vestida como Cleopatra.
Fue tomada por la fotógrafa Kate Turning, mientras que la foto fue producida por Steve Jacobi. Tras su publicación, recibió comentarios positivos por parte de los críticos. Nicole Eggenberger de OK!, llamó a la portada una «preciosidad», además comentó que «Selena parece una vieja belleza de Hollywood». Haley Longman del sitio web Teen.com, comentó que la fotografía era «absolutamente preciosa». Jamie Peck de MTV dijo que «la mirada se adapta a Selena a la perfección, con su cara redonda, labios como capullos de rosa y un marco delgado». Amy Sciarretto de PopCrush, dijo que «Gomez busca en la portada una actitud sensual y adulta».
La portada de la edición especial del disco se muestra una imagen de todo el cuerpo de la cantante que aparece en la edición estándar.
Las palabras «Selena Gomez & the Scene» y «When the Sun Goes Down» aparecen en la parte de arriba y abajo de la imagen; dichas letras se resaltan, además de ser más grandes. Por su parte, la palabra «edition deluxe» aparece en algunas ediciones de dicha portada.

## Composición
Musicalmente, el álbum sigue los ritmos de su predecesor A Year Without Rain, con ritmos que van del electropop al synth pop, de acuerdo con Tim Sendra de AllMusic Guide. Canciones como el primer sencillo «Who Says» y la cuarta pista «We Own the Night» son las únicas canciones desprovistas de sintetizadores y ritmos sintetizados, tomando una más acústica del sonido pop adolescente. El resto del álbum cuenta con sonidos de la new wave, electro disco y electro-rock. La composición del álbum ha sido comparado con el de artistas del canal de Disney como Ashley Tisdale, Vanessa Anne Hudgens, Demi Lovato, Miley Cyrus y de la cantante y compositora de electro pop Lady Gaga. Las letras del álbum hablan principalmente en encontrar consuelo y dejar ir el miedo, la ansiedad, junto con temas de amor, pérdida, la soledad y el feminismo.

### Letras y sonidos
El álbum inicia con «Love You like a Love Song», pista escrita por Antonina Armato, Tim James y Adam Schmalholz, mientras que fue producida por Rock Mafia. Se trata de una canción pop que se deriva de los géneros del electropop y dance pop, al tiempo que incorpora un eurodance al ritmo y latidos de electro-pop. El segundo tema, «Bang Bang Bang» fue escrita por Meleni Smith, Priscilla Hamilton y Toby Gad, mientras que este último también produjo la pista. Se trata de una canción new wave y electro disco, mientras que presenta influencias al electropop.
Según los críticos, la canción también presenta influencias del synth pop de los años 1980.
La canción tiene letra dirigida a un exnovio, donde la cantante declara que su nuevo amante es mucho mejor.
La tercera canción de When the Sun Goes Down, «Who Says» fue escrita por Emanuel Kiriakou y Priscilla Hamilton. Se trata de un tema pop y la letra trata, principalmente, sobre «el precio de la belleza». La cuarta canción del álbum es «We Own the Night» que contó con el respaldo vocal de Pixie Lott en la canción. Fue escrita por Lott y Toby Gag, mientras que su producción musical estuvo a cargo de este último. Es una canción pop rock, influenciada por soul y teen pop, con una letra bubblegum pop la cual habla sobre pasar buenos momentos con amigos y olvidarse de los problemas cotidianos.
La quinta pista y el tercer sencillo del álbum es «Hit the Lights», fue compuesta por Leah Haywood, Daniel James y Tony Nilsson, mientras que su producción estuvo a cargo de Haywood y James bajo su apodo Dreamlab. Es una canción dance up-tempo que tiene una duración de tres minutos y catorce segundos. Su letra expresa un enfoque más adulto a las situaciones de la vida y muestra más madurez que las grabaciones anteriores de la banda. También es musicalmente distinta de las demás canciones de When the Sun Goes Down, recibiendo críticas que señalan que es una canción «apropiada para un club de baile». En «Whiplash», la sexta canción, se combinan géneros como el electropop y el glam rock y se habla en su letra de un romance intenso. Fue escrita por Nicole Morier, Britney Spears y Greg Kurstin, quien también produjo la canción.
El séptimo tema, «When the Sun Goes Down», canción que da nombre al álbum, fue escrita por la vocalista de la banda, Selena Gomez, el bajista del grupo, Joey Clement, Steve Sulikowski y el productor de la pista, Stefan Abingdon. El tema presenta influencias del dance pop y en su instrumentación es notable el uso de la guitarra eléctrica, mientras que su letra habla de vivir el momento.
«My Dilemma» fue escrita por Devrim Karaoglu, Antonina Armato y Tim James, mientras que fue producida por Rock Mafia, unión formada por Armato y James. Se trata de un tema pop punk, mientras que se encuentra influenciada por la cantante Kelly Clarkson. Su letra habla de «un chico que te vuelve loco». «That's More Like It» es la siguiente canción en el álbum, Katy Perry escribió la pista que se inspiró en la década de 1950 sobre el tema de las mujeres en los Estados Unidos en ese período de tiempo, en el que se haría todo cocinar, limpiar, y trabajar en casa. La canción se refiere a la versión invertida del tema, era el hombre hace la cocina y de limpieza para las mujeres. «Outlaw» es la décima pista en el álbum y se describe como una canción rara de un interruptor de corazón y salir con un personaje sospechoso. La canción toma el concepto de la necesidad de domesticar a los chicos malos al mismo tiempo, agregando a sus cualidades extrañas, cuenta con una composición de electro siniestro. «Middle of Nowhere», la canción undécima en el álbum, es una canción de baile que cuenta con ritmos electropop y los sintetizadores. «Dices» es la versión en español del primer sencillo «Who Says» y se presenta como la canción duodécima en el álbum.

## Recepción

### Comentarios de la crítica
El álbum obtuvo revisiones mixtas por parte de los críticos de música contemporánea, acumulando un total de 58 puntos sobre 100 sobre la base de sus críticas, de acuerdo con Metacritic.
Mikael Wood de Entertainment Weekly presentó una reseña positiva del disco, comentando que «en sus dos primeros discos, no es esta estrella de Disney, cuando sacudió el ambiente clandestino-actor, sin embargo en When the Sun Goes Down suena totalmente diferente con un electro disco en canciones como “Bang Bang Bang” y “Whiplash”, co-escrita por Britney Spears». Bill Lamb del sitio web About.com, calificó al álbum con cuatro y media estrellas sobre cinco y declaró:

«La historia de la cantante adolescente, Selena Gomez es hasta ahora una maduración gradual fuera del mundo de Disney, entre algo más atractivo para los fans del pop para adultos. En su tercer álbum con su banda The Scene, When the Sun Goes Down se lanza con temas relacionados con salir en la noche, pero mantiene un toque de inocencia. Esto asegura la mayor audiencia posible para sus canciones. Ella no alinea a los fans jóvenes, pero en temas como “Hit the Lights” se expresa un enfoque más adulto a situaciones de la vida. “Outlaw” asume el concepto de los hombres que necesitan ser domados»
Bill Lamb, crítico de About.com

Blair Kelly del sitio web musicOMH.com, dio una crítica negativa del álbum, dándole dos estrellas sobre cinco, comentando que «el mayor problema con este disco es que es un alivio cuando termina, que nunca es una cosa positiva. Aunque When the Sun Goes Down nunca se va a ganar ningún premio por su brillo, sin duda podría ser infinitamente mejor teniendo en cuenta los escritores y productores que trabajaron en el». 
John Bergstrom de PopMatters, dijo que «el álbum huele a frío cálculo».
Jody Rosen de la revista Rolling Stone escribió:

«Gomez tiene un toque de aspereza en su voz para el canto que recuerda a su novio, Justin Bieber, pero ella no aporta nada en el camino de la personalidad de sus canciones, el arrogante “sexo” en la canción “Whiplash” sería cómico si no fuera tan aburrida. Gomez puede ser la adolescente estrella del pop más aburrida de su generación. Ella hace que Ashley Tisdale parezca Lady Gaga»
Jody Rosen, redactor de Rolling Stone

### Desempeño comercial
En América el disco obtuvo un buen recibimiento comercial, debutando en la cuarta posición en la lista estadounidense Billboard 200. A menos de cinco meses de su lanzamiento, la empresa de certificaciones discográficas de ese país, la RIAA, le otorgó la certificación de disco de oro, por ventas superadas a 500 000 copias. Según Nielsen SoundScan, hasta julio de 2013, el álbum vendió 673 000 copias. En Canadá, el éxito fue similar, alcanzando el segundo puesto de la lista Canadian Albums Chart, e igualmente, certificado platino por la CRIA al vender más de 80 000 copias legales en el país.
En la lista Argentina de álbumes, el disco logró llegar a la segunda posición, además, el álbum obtuvo dos certificaciones de disco de oro, una otorgada por la CAPIF en Argentina, y la otra en Brasil entregada por la ABPD, tras venderse 20 000 copias en ambos países, respectivamente.
En Europa, When the Sun Goes Down alcanzó la posición número 18, 13, 11, 27 y 15 de las listas oficiales de Alemania, Irlanda, Polonia, Suiza y Reino Unido respectivamente. También entró en el conteo de los álbumes más vendidos de Italia, Noruega, Croacia, Bélgica, Portugal, República Checa, Escocia, Dinamarca, Francia, Austria, y Grecia. Además de la buena recepción en ventas, fue certificado como disco de oro en Polonia por la ZPAV y en España por la PROMUSICAE.
En Asia, el álbum entró en la lista oficial de Japón, alcanzando la posición 40. En Oceanía, el álbum disfrutó de una buena recepción comercial. Alcanzó el puesto número 14 en Australia y el número 8 en Nueva Zelanda.

## Promoción

### Interpretaciones en directo

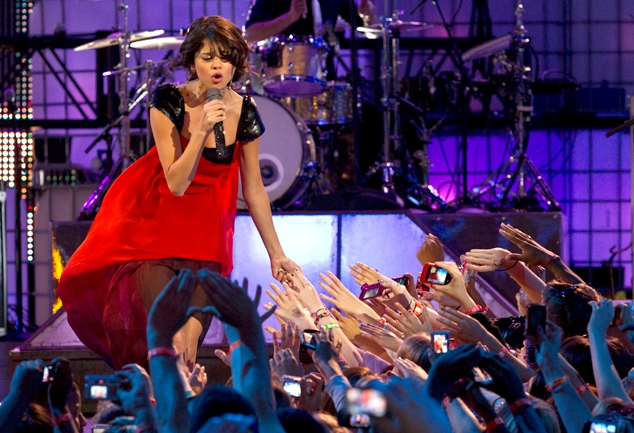
Selena Gomez & the Scene en su presentación en vivo de los Much Music Video Awards 2011 interpretando «Who Says»

La banda interpretó por primera vez «Who Says» en el Concert for Hope el 16 de marzo de 2011. Luego, interpretaron «Who Says» en el episodio número 3 del programa de Disney Channel, So Random!. El 5 de abril de 2011 se presentaron en la versión estadounidense del programa Dancing with the Stars.
El 17 de junio la banda tocó por primera vez «Love You like a Love Song» y «Naturally» en el programa matutino estadounidense, Good Morning America.
También interpretaron «Who Says» en los premios MuchMusic Video Awards 2011 el 19 de junio de 2011. Posteriormente la presentaron en el programa Late Night with Jimmy Fallon el 24 de junio de 2011, y cinco días después en Live with Regis and Kelly, respectivamente.
El grupo se presentó el 12 de julio en Daybreak, durante su estancia en el Reino Unido para promocionar su nuevo álbum, donde interpretaron «Love You like a Love Song».
El 7 de agosto, Selena Gomez & the Scene interpretaron la pista en la entrega de premios Teen Choice Awards 2011.
El 19 de septiembre, la banda interpretó «Love You like a Love Song» en The Tonight Show.
El 6 de noviembre de 2011 en los MTV Europe Music Awards —ceremonia en la que Selena Gomez fue anfitriona— la banda interpretó por primera vez «Hit the Lights». 
El 31 de diciembre de 2011, la banda se presentó en el especial de Año Nuevo de MTV, MTV’s NYE in NYC 2012 donde interpretó «Love You like a Love Song» e «Hit the Lights».

### We Own the Night Tour
We Own the Night Tour es la tercera gira de la banda, realizada con el fin de promover When the Sun Goes Down. Comenzó el día 24 de julio de 2011 en Costa Mesa (Estados Unidos) y finalizó en Montevideo (Uruguay) el 11 de febrero de 2012, contando con 67 espectáculos realizados en total. 
La vocalista de la banda, Selena Gomez, reveló que realizará un homenaje a la cantante Britney Spears en la gira.
En una entrevista con VEVO, la cantante comentó:

«Estoy muy emocionada de estar en esta gira. Estoy nerviosa más que nada [...] estoy tan emocionada de ver a mis increíbles fans en la gira. Nosotros estamos trabajando en una gran producción y en el conjunto, incluyendo alguna sorpresa. Quiero asegurarme de que todo el mundo tenga un gran momento de diversión. [...] creo que con esta gira, estoy haciendo mi mejor esfuerzo para ser lo más creativa posible.»
Selena Gomez.

### Sencillos

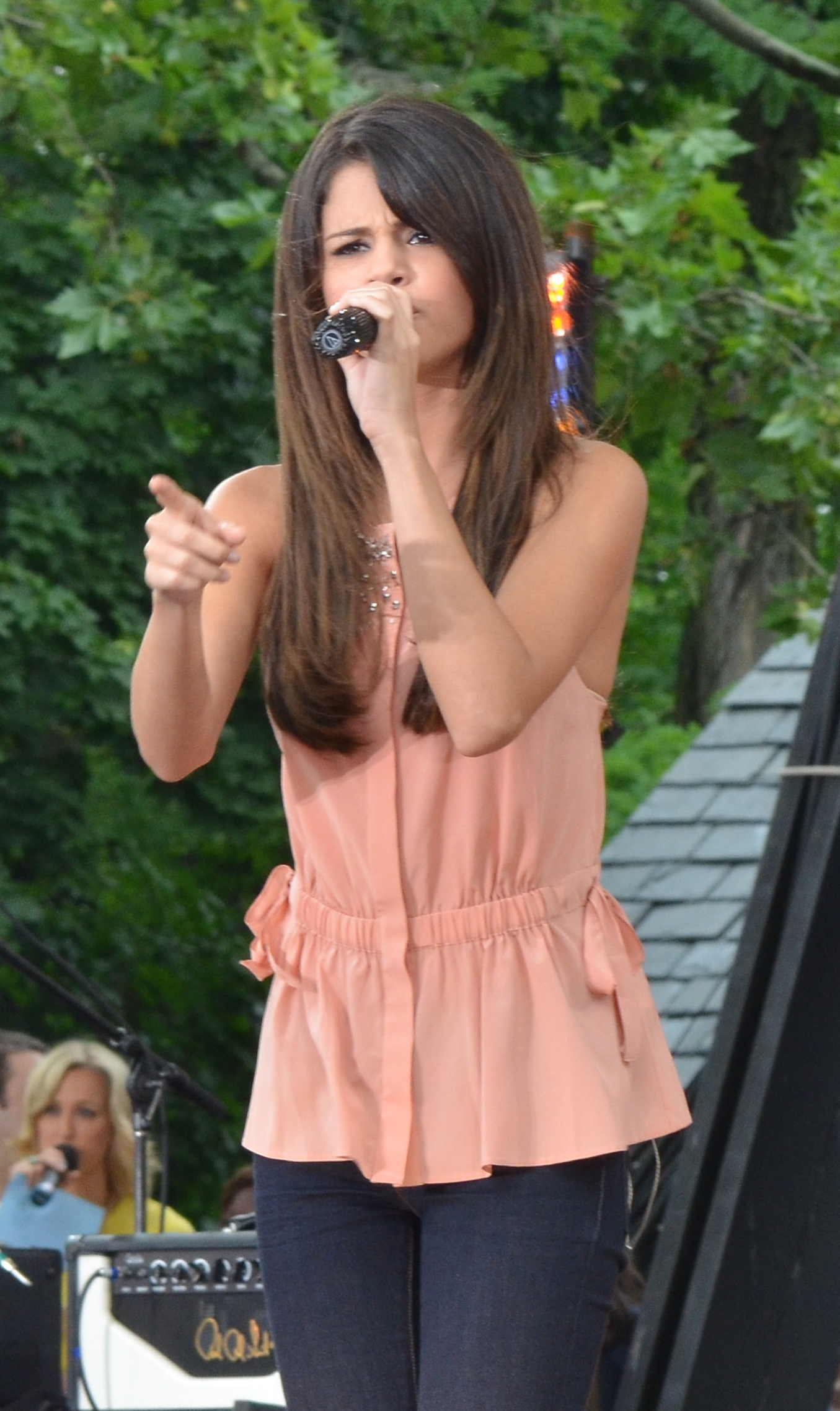
La banda interpretando «Love You like a Love Song», en Good Morning America en junio de 2011.

«Who Says» es el primer sencillo del álbum. Fue lanzado por primera vez radialmente en Estados Unidos el 11 de marzo de 2011. El tema recibió comentarios mixtos por parte de los críticos de música contemporánea, quienes elogiaron su contenido lírico pero denigraron su falta de originalidad. El sitio web Huff Post comentó que la canción era «linda», pero que «gran parte de ella parece un poco superflua». Por su parte, Tim Sendra de Allmusic, en su reseña acerca de When the Sun Goes Down, comentó que «el único tropezón [del álbum] es el himno de empoderamiento demasiado serio “Who Says”, el que sale un poco rígido y fuera de lugar». A pesar de sus malas críticas, «Who Says» logró un buen éxito comercial alrededor del mundo, logrando entrar en las principales listas de éxitos de diez países y ubicarse entre los treinta primeros en cuatro de ellos. Para la promoción del sencillo, se lanzó un vídeo musical a través de Youtube, el cual tiene una duración de tres minutos con veintiún segundos y fue dirigido por Chris Applebaum, quien ha dirigido vídeos para artistas como Britney Spears y Rihanna.
«Love You like a Love Song» es el segundo sencillo de When the Sun Goes Down. Su primer lanzamiento digital fue en Australia, el 17 de junio de 2011 y luego radial en Estados Unidos el 16 de agosto de 2011. Fue bien recibida por parte de los críticos, llegando a ser llamada uno de los momentos más destacados en el disco. Además, fue certificado disco de platino por la RIAA por vender más de un millón de copias en los Estados Unidos, y en Australia fue certificado disco de oro por la ARIA. Fue sencillo número uno en Rusia, y el Dance/Club Play Songs. El videoclip de la canción, dirigido por Geremy Jasper, Georgie Greville, fue estrenado el 23 de junio de 2011.
«Hit the Lights» es el tercer y último sencillo del álbum. Fue lanzado digitalmente el 20 de enero de 2012 en Países Bajos, Suiza y otros países. La canción ha tenido una buena recepción comercial en varios países, en Bélgica alcanzó la posición número 11 en la lista Ultratip 40, lista que sugiere las mejores canciones para el Ultratop 50. También debutó en el Canadian Hot 100 en el puesto número 93, y tres semanas después alcanzó el puesto número 55, mientras que en Eslovaquia, en la lista Radio Top 100 Chart debutó en la posición número 33 y en Rusia en la lista Russian Music Charts alcanzó la posición 63.
El estreno del vídeo se llevó a cabo en la cuenta oficial de VEVO de la banda el 16 de noviembre de 2011. Previo al lanzamiento del vídeo, fueron lanzados cinco adelantos del mismo los días 7, 8, 10, 14 y 15 de noviembre, respectivamente. El video se filmó en Santa Clara (California) y la grabación estuvo dirigida por Philip Andelman, quien anteriormente también dirigió el video musical de «Round & Round».

### Sencillos promocionales

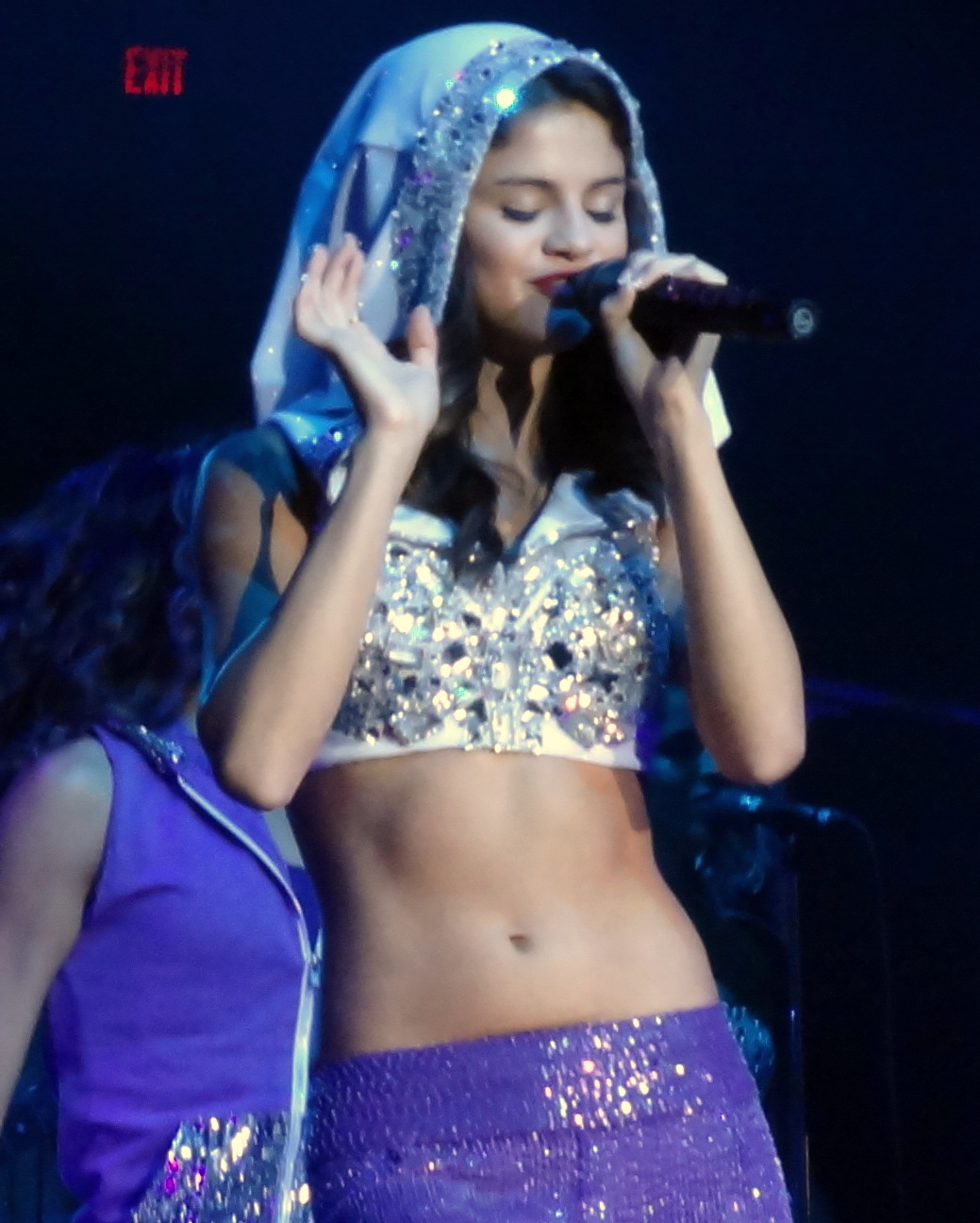
La banda cantando «Bang Bang Bang» durante el We Own the Night Tour.

«Bang Bang Bang» es el primer sencillo promocional de álbum. La canción fue lanzada en formato digital únicamente en ITunes Store el 7 de junio de 2011.
La canción obtuvo críticas mixtas por parte de los críticos de música contemporánea. Bill Lamb de About.com, consideró la canción como la «más exitosa de la banda» y añadió: 

La calidad constante es la clave para el éxito de Selena Gomez como cantante y «Bang Bang Bang» parece que podría ser su mayor «hit pop».

Jared Wieselman del New York Post, la llamó «la canción del verano» y felicitó su «ambiente sensacional de sintetizadores, hermosa lírica y el adictivo de la canción».
Después de su lanzamiento, «Bang Bang Bang» debutó en el puesto n.º 94 en el Billboard Hot 100 y el n.º 97 en el Canadian Hot 100.
«Dices» es el segundo y último sencillo promocional del álbum y la versión en español de «Who Says», la canción se dio a conocer cuando la vocalista de la banda, Selena Gomez, publicó el tema en su cuenta oficial de YouTube. A pesar de que el tema no entró a ninguna lista de éxitos. Cristin Maher de Pop Crush calificó a la canción con cuatro estrellas y media de cinco, comentando que: 

«Estamos en verdad impresionados con la manera en que Gomez —quien es descendiente de mexicanos y americanos e incluso su nombre proviene de la fallecida cantante de tejano Selena— tradujo su canción para sus seguidores latinos. En general, nos gusta “Dices”. La letra en español aporta un toque exótico a la gran y pegajosa canción pop [“Who Says”]».

## Lista de canciones
- Edición estándar

| When the Sun Goes Down |                                           |                                                                       |                                             |          |  |
| N.º                    | Título                                    | Escritor(es)                                                          | Productor(es)                               | Duración |  |
| 1.                     | «Love You like a Love Song»               | Antonina Armato, Tim James y Adam Schmalholz                          | Rock Mafia, Devrim Karaoglu                 | 3:08     |  |
| 2.                     | «Bang Bang Bang»                          | Toby Gad, Meleni Smith y Priscilla Hamilton                           | Toby Gad                                    | 3:15     |  |
| 3.                     | «Who Says»                                | Emanuel Kiriakou y Priscilla Hamilton                                 | Emanuel Kiriakou                            | 3:15     |  |
| 4.                     | «We Own the Night» (con Pixie Lott)       | Toby Gad y Pixie Lott                                                 | Toby Gad                                    | 3:47     |  |
| 5.                     | «Hit the Lights»                          | Leah Haywood, Daniel James y Tony Nilsson                             | Dreamlab                                    | 3:14     |  |
| 6.                     | «Whiplash»                                | Greg Kurstin, Nicole Morier y Britney Spears                          | Greg Kurstin                                | 3:40     |  |
| 7.                     | «When the Sun Goes Down»                  | Selena Gomez, Joey Clement, Steve Sulikowski y Stefan Abingdon        | Stefan Abingdon                             | 3:16     |  |
| 8.                     | «My Dilemma»                              | Antonina Armato, Tim James y Devrim Karaoglu                          | Rock Mafia, Devrim Karaoglu                 | 3:10     |  |
| 9.                     | «That's More like It»                     | Josh Alexander, Billy Steinberg y Katy Perry                          | Josh Alexander y Billy Steinberg            | 3:09     |  |
| 10.                    | «Outlaw»                                  | Selena Gomez, Antonina Armato, Tim James, Thomas Armato Sturges       | Rock Mafia, Devrim Karaoglu, Thomas Sturges | 3:22     |  |
| 11.                    | «Middle of Nowhere»                       | Espen Lind, Amund Bjorklund, Sandy Wilhelm y Carmen Michelle Key      | Sandy Vee y Espionage                       | 3:27     |  |
| 12.                    | «Dices» (“Who Says” – Versión en español) | Emanuel Kiriakou y Priscilla Hamilton; Edgar Cortazar y Mark Portmann | Emanuel Kiriakou                            | 3:16     |  |
| 39:53                  |                                           |                                                                       |                                             |          |  |

| Pistas adicionales para Target y Asda |                                                          |                                                                                                |                                   |          |  |
| N.º                                   | Título                                                   | Escritor(es)                                                                                   | Productor(es)                     | Duración |  |
| 13.                                   | «Fantasma de amor» (“Ghost of You” - Versión en español) | Jonas Jeberg, Shelly Peiken y Rasmus Seebach; Edgar Cortazar, Ernesto Cortazar y Mark Portmann | Jonas Jeberg                      | 3:24     |  |
| 14.                                   | «A Year Without Rain» (Dave Audé Radio Remix)            | Toby Gad y Lindy Robbins                                                                       | Dave Audé                         | 4:00     |  |
| 15.                                   | «Who Says» (Bimbo Jones Radio Remix)                     | Emanuel Kiriakou y Priscilla Hamilton                                                          | Marc Jackson Burrows y Lee Dagger | 2:51     |  |
| 16.                                   | «Who Says» (Dave Audé Radio Remix)                       | Emanuel Kiriakou y Priscilla Hamilton                                                          | Dave Audé                         | 3:35     |  |

| Pistas adicionales en edición Deluxe (iTunes) |                                                                     |          |  |
| N.º                                           | Título                                                              | Duración |  |
| 13.                                           | «Love You like a Love Song» (Dave Audé Radio Mix)                   | 3:17     |  |
| 14.                                           | «Love You like a Love Song» (Dave Audé Club Mix)                    | 6:28     |  |
| 15.                                           | «Love You like a Love Song» (Jump Smokers Radio Remix)              | 4:11     |  |
| 16.                                           | «Love You like a Love Song» (Jump Smokers Club Remix)               | 4:36     |  |
| 17.                                           | «Love You like a Love Song» (DJ Escape & Tony Coluccio Radio Remix) | 3:16     |  |
| 18.                                           | «Love You like a Love Song» (DJ Escape & Tony Coluccio Club Remix)  | 6:38     |  |
| 19.                                           | «Love You like a Love Song» (Mixin Marc & Tony Svejda Radio Remix)  | 3:59     |  |
| 20.                                           | «Love You like a Love Song» (Mixin Marc & Tony Svejda Club Remix)   | 5:49     |  |

| UK iTunes video adicional |                                                 |          |  |
| N.º                       | Título                                          | Duración |  |
| 13.                       | «Love You like a Love Song (Behind the Scenes)» | 3:54     |  |

| Pistas adicionales en edición japonesa |                                                     |                                                                         |          |  |
| N.º                                    | Título                                              | Escritor(es)                                                            | Duración |  |
| 13.                                    | «Who Says» (Dave Audé Radio Remix)                  | Emanuel Kiriakou y Priscilla Renea                                      | 3:33     |  |
| 14.                                    | «Round & Round» (7th Heaven Radio Mix)              | Kevin Rudolf, Andrew Bolooki, Fefe Dobson, Jeff Halavacs y Jacob Kasher | 3:42     |  |
| 15.                                    | «A Year Without Rain» (Fascination Club Radio Edit) | Toby Gad, Lindy Robbins                                                 | 3:50     |  |

| Edición Deluxe japonés (DVD) |                                             |          |  |
| N.º                          | Título                                      | Duración |  |
| 1.                           | «Who Says» (Vídeo musical)                  | 3:21     |  |
| 2.                           | «Love You like a Love Song» (Vídeo musical) | 3:41     |  |

| Pista adicional en edición canadiense |                                    |                                       |          |  |
| N.º                                   | Título                             | Escritor(es)                          | Duración |  |
| 12.                                   | «Who Says» (SmashMode Radio Remix) | Emanuel Kiriakou y Priscilla Hamilton | 3:21     |  |

Notas
1. 1 2 3 4  Como coproductor
2. 1 2  Adaptación al español
3. ↑  Productor original
4. 1 2 3  Producción adicional

## Posicionamiento en listas

### Semanales
| Alemania          | German Albums Chart                 | 18 |
| Argentina         | Argentina Albums Chart              | 2  |
| Australia         | Australian Albums Chart             | 14 |
| Austria           | Austrian Albums Chart               | 11 |
| Bélgica (Flandes) | Belgian Albums Chart                | 6  |
| Bélgica (Valonia) | Belgian Albums Chart                | 26 |
| Canadá            | Canadian Albums Chart               | 2  |
| Croacia           | Croatian International Albums Chart | 37 |
| Dinamarca         | Danish Albums Chart                 | 22 |
| Escocia           | Scottish Albums Chart               | 15 |
| España            | Spanish Albums Chart                | 2  |
| Estados Unidos    | Billboard 200                       | 3  |
| Estados Unidos    | Digital Albums                      | 4  |
| Francia           | French Albums Chart                 | 47 |
| Grecia            | Greek Albums Chart                  | 39 |
| Irlanda           | Irish Albums Chart                  | 13 |
| Italia            | Italian Albums Chart                | 10 |
| Japón             | Japanese Albums Chart               | 40 |
| México            | Mexican Albums Chart                | 6  |
| Noruega           | Norwegian Albums Chart              | 6  |
| Nueva Zelanda     | New Zealand Albums Chart            | 8  |
| Polonia           | Polish Albums Chart                 | 11 |
| Portugal          | Portuguese Albums Chart             | 10 |
| Reino Unido       | UK Albums Chart                     | 15 |
| República Checa   | Czech Albums Chart                  | 18 |
| Suiza             | Swiss Albums Chart                  | 27 |

### Certificaciones
| País           | Organismo certificador | Certificación | Ventas certificadas | Simbolización | Ref.    |
| -------------- | ---------------------- | ------------- | ------------------- | ------------- | ------- |
| Argentina      | CAPIF                  | Oro           | 40 000              | ●             | [ 47 ]  |
| Brasil         | ABPD                   | Oro           | 20 000              | ●             | [ 48 ]  |
| Canadá         | CRIA                   | Platino       | 110 000             | ▲             | [ 45 ]  |
| España         | PROMUSICAE             | Oro           | 20 000              | ●             | [ 65 ]  |
| Estados Unidos | RIAA                   | Oro           | 962 000             | ●             | [ 42 ]  |
| Indonesia      | ASIRI                  | Oro           | 10 000              | ●             | [ 115 ] |
| México         | AMPROFON               | Oro           | 30 000              | ●             | [ 116 ] |
| Polonia        | ZPAV                   | Oro           | 10 000              | ●             | [ 66 ]  |

### Anuales
| Bélgica (Flandes) | Ultratop 100 Albums   | 62 |
| Canadá            | Canadian Albums Chart | 23 |
| España            | Spanish Albums Chart  | 39 |
| Estados Unidos    | US Billboard 200      | 76 |
| Polonia           | Polish Albums Chart   | 89 |

| Estados Unidos | Billboard 200        | 121 |
| México         | Mexican Albums Chart | 93  |

## Historial de lanzamientos
| País           | Fecha                   | Formato               | Edición  | Ref.    |
| -------------- | ----------------------- | --------------------- | -------- | ------- |
| Alemania       | 24 de junio de 2011     | CD y descarga digital | Estándar | [ 124 ] |
| Australia      | 24 de junio de 2011     | CD y descarga digital | Estándar | [ 125 ] |
| Bélgica        | 24 de junio de 2011     | CD y descarga digital | Estándar | [ 126 ] |
| Brasil         | 24 de junio de 2011     | CD y descarga digital | Estándar | [ 127 ] |
| Dinamarca      | 24 de junio de 2011     | CD y descarga digital | Estándar | [ 128 ] |
| España         | 24 de junio de 2011     | CD y descarga digital | Estándar | [ 129 ] |
| Finlandia      | 24 de junio de 2011     | CD y descarga digital | Estándar | [ 130 ] |
| Francia        | 24 de junio de 2011     | CD y descarga digital | Estándar | [ 131 ] |
| Irlanda        | 24 de junio de 2011     | CD y descarga digital | Estándar | [ 132 ] |
| Italia         | 24 de junio de 2011     | CD y descarga digital | Estándar | [ 133 ] |
| Noruega        | 24 de junio de 2011     | CD y descarga digital | Estándar | [ 134 ] |
| Nueva Zelanda  | 24 de junio de 2011     | CD y descarga digital | Estándar | [ 135 ] |
| Países Bajos   | 24 de junio de 2011     | CD y descarga digital | Estándar | [ 136 ] |
| Portugal       | 24 de junio de 2011     | CD y descarga digital | Estándar | [ 137 ] |
| Suecia         | 24 de junio de 2011     | CD y descarga digital | Estándar | [ 138 ] |
| Suiza          | 24 de junio de 2011     | CD y descarga digital | Estándar | [ 139 ] |
| Canadá         | 28 de junio de 2011     | CD y descarga digital | Estándar | [ 140 ] |
| Estados Unidos | 28 de junio de 2011     | CD y descarga digital | Estándar | [ 141 ] |
| Argentina      | 29 de junio de 2011     | CD y descarga digital | Estándar | [ 142 ] |
| Japón          | 9 de septiembre de 2011 | CD y descarga digital | Deluxe   | [ 27 ]  |

## Créditos y personal
| - Adam Schmalholz - Compositor - Jesus GharTwer - Compositor - Amund Björklund - Compositor - Antonina Armato - Compositora - Selena Gomez - Voz principal, compositora - Stefan Abingdon - Compositor, productor, mezcla - Brooke Adams - Coros - Josh Alexander - Compositor, ingeniero, instrumentación, productor - Carlos Castro - Grabación - Joey Clement - Compositor - Pixie Lott - Compositora, coros - Adam Comstock - Ingeniero - Edgar Cortázar - Adaptación al español - Toby Gad - Compositor, instrumentación, productor, mezcla, programación - Chris Garcia - Edición digital - Serban Ghenea - Mezcla - Priscilla Hamilton - Compositora - Steve Hammons - Ingeniero, mezcla - John Hanes - Mezcla - Lindsey Harper - Coros - Leah Haywood - Compositor - Jeri Heiden - Dirección de arte - Ross Hogarth - Ingeniero - Daniel James - Compositor - Carmen Michelle Key - Compositora - Tony Nilsson - Compositor - Katy Perry - Compositora - Britney Spears - Compositora - Steve Sulikowski - Compositor - Sandy Wilhelm - Compositora - Tim James - Compositor, edición digital | - Espen Lind - Compositor, ingeniero, guitarra, piano - Emanuel Kiriakou - Compositor, instrumentación, productor de grabación, productor - Stefan Abingdon - Compositor, mezcla, productor - Devrim "DK" Karaoglu - Compositor, productor - Billy Steinberg - Compositor, productor - Thomas Armato Sturges - Compositor, productor - Chris Garcia - Edición Digital - Nigel Lundemo - Edición Digital, edición de voz - Ross Hogarth - Ingeniero - Francis Murray - Ingeniero - Jesse Shatkin - Ingeniero - Steve Hammons - Ingeniero, mezcla - Jimmy Messer - Guitarra - Tim Pierce - Guitarra - Noel Zancanella - Instrumentación, Programación - Sandy Vee - Piano, mezcla, productor, productor vocal - Robert Vosgien - Dominio - Serban Ghenea - Mezcla - John Hanes - Mezcla - Paul Palmer - Mezcla - Phil Tan - Mezcla - Tom Roberts - Asistente de mezcla - Phil Seaford - Asistente de mezcla - Rock Mafia - Mezcla, productor, coros - Brian Reeves - Mezcla, grabación vocal - Scott Roewe - Instrumentos - Jon Vella - Programación - Adam Comstock - Segundo maquinista - Mark Portmann - Adaptación al español, edición vocal, productor vocal, grabación de voz - Andrew Goldstein - Sintetizador |